# Gilbert d'Aissailly
 Gilbert d'Aissailly fue un religioso francés del siglo XII fallecido en Dieppe el 18 de septiembre de 1183. Sirvió como quinto   Gran maestre de la Orden de Malta.
Su familia era originaria de Occitania. 
Durante su mandato se comenzó a edificar la Fortaleza de Belvoir.
Apoyó a Amalarico I en la invasión de Egipto derrotando al visir Dirgham en Pelusio.
Dimitió del cargo en 1170.